# Wilhelm Steinmüller
Wilhelm Steinmüller, född cirka 1761 i Wien, död 10 januari 1798, var en österrikisk valthornist.

## Biografi
Steinmüller lärde sig att spela valthorn av fadern Thaddäus som ingick i Joseph Haydns kapell hos furst Esterházy där även Wilhelm och hans båda bröder Johann Joseph och Johann kom att ingå. I 20-årsåldern begav sig de tre bröderna ut på en konsertresa som tog dem till Göteborg sommaren 1784, och vidare till Stockholm i början på 1785. Hur länge den tredje brodern Johann stannade i Sverige är okänt, men han bör ha rest ganska tidigt då endast Wilhelm och Joseph fick anställning i Hovkapellet. Steinmüller tjänstgjorde även som privatlärare och hade bland andra Erik Johan Taxell som elev. Steinmüller avled 10 januari 1798.